# Mensdorf
Mensdorf war ein Dorf nördlich der Stadt Eilenburg und wurde 1936 zum Einheitsdorf Mörtitz vereinigt. Der Ort gehört heute zur Gemeinde Doberschütz im Landkreis Nordsachsen des Freistaates Sachsen.

## Geografische Lage
Mensdorf liegt nördlich von Eilenburg. Im Westen fließt die Mulde am Ort vorbei und im Osten führt die Staatsstraße 11 (Eilenburg–Bad Düben) vorbei. Der Ortsteil Mörtitz besteht aus den Siedlungsbereichen Mörtitz, Mensdorf und Rote Jahne.

## Geschichte

### Mensdorf
Die älteste urkundliche Erwähnung des Ortes unter dem Namen „Mezdorf“ stammt aus dem Jahre 1314. Seit 1404 wurde Mensdorf erstmals Rittersitz genannt. Im Jahre 1678 wurden in Mensdorf an der Mulde zahlreiche uralte Urnen gefunden. Mensdorf gehörte bis 1815 zum kursächsischen bzw. königlich-sächsischen Amt Eilenburg. Durch die Beschlüsse des Wiener Kongresses kam es zu Preußen und wurde 1816 dem Kreis Delitzsch im Regierungsbezirk Merseburg der Provinz Sachsen zugeteilt, zu dem es bis 1952 gehörte.

### Rote Jahne
Das Dorf Rothejane nordöstlich von Mensdorf ist um 1350 belegt. Um 1529 wird der Ort als Wüstung bezeichnet. Rothejane gehörte wie Mensdorf bis 1815 zum sächsischen Amt Eilenburg und kam durch die Beschlüsse des Wiener Kongresses 1815 zu Preußen und 1816 zum preußischen Landkreis Delitzsch. 1822 ist das Vorwerk Rothejane belegt. 1936 eröffnete der Flugplatz Eilenburg in Rothejane unter dem Decknamen „Maas“ für die militärische Nutzung. Nach einer Unterbrechung von 14 Jahren wurde dieser ab 1959 bis 1990 wieder militärisch genutzt. Nach 1990 war am Flugplatz Eilenburg für kurze Zeit eine Ausbildungsstätte für die zivile Luftfahrt eingerichtet worden. Seit dem 8. November 2002 ist Rote Jahne als neuer Gemeindeteil von Doberschütz ausgewiesen.

### Geschichte seit der Eingemeindung nach Mörtitz 1936
Am 1. April 1936 wurden Mensdorf und Rote Jahne nach Mörtitz eingemeindet. Im Zuge der zweiten Kreisreform in der DDR im Jahr 1952 wurde Mörtitz mit Mensdorf und Rothejane dem Kreis Eilenburg im Bezirk Leipzig angeschlossen, welcher 1994 im Landkreis Delitzsch aufging. 1996 erfolgte die Eingemeindung von Mörtitz mit fünf weiteren Gemeinden zur Gemeinde Doberschütz.

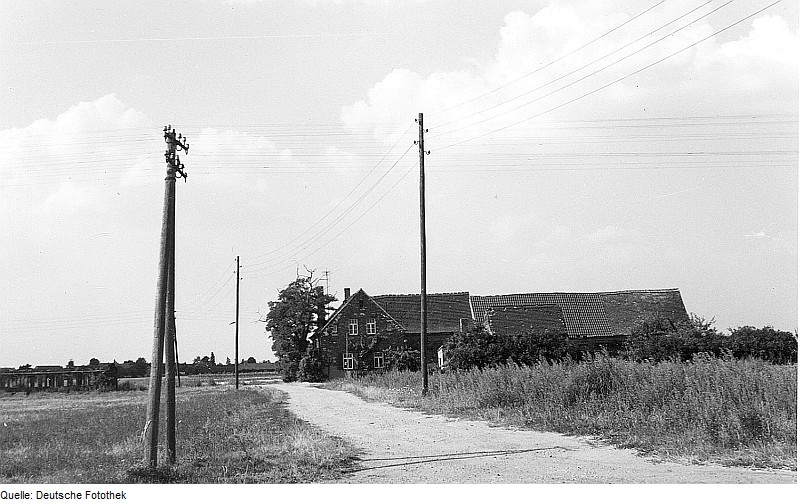
Ehem. Windmühlengehöft, Dorfstraße 11 am 8. Aug. 1975

### Einwohnerentwicklung
| Jahr | Einwohner |
| ---- | --------- |
| 1818 | 223       |
| 1829 | 270       |
| 1880 | 367       |
| 1895 | 412       |
| 1910 | 425       |
| 1925 | 398       |
| 1939 | 297       |